# Sikträsket (Gällivare socken, Lappland)
Sikträsket är en sjö i Gällivare kommun i Lappland och ingår i Kalixälvens huvudavrinningsområde. Sjön har en area på 3,88 kvadratkilometer och ligger 389 meter över havet. Sikträsket ligger i Torne och Kalix älvsystem Natura 2000-område. Sjön avvattnas av vattendraget Sikabäcken.

## Delavrinningsområde
Sikträsket ingår i det delavrinningsområde (746005-170115) som SMHI kallar för Utloppet av Sikträsket. Medelhöjden är 413 meter över havet och ytan är 15,54 kvadratkilometer. Räknas de 6 avrinningsområdena uppströms in blir den ackumulerade arean 111,6 kvadratkilometer. Siktabäcken som avvattnar avrinningsområdet har biflödesordning 4, vilket innebär att vattnet flödar genom totalt 4 vattendrag innan det når havet efter 243 kilometer. Avrinningsområdet består mestadels av skog (69 procent). Avrinningsområdet har 3,85 kvadratkilometer vattenytor vilket ger det en sjöprocent på 24,8 procent.